# Cratere Undara
Undara è un cratere sulla superficie di 243 Ida.